# Denk-Mal Güterwagen

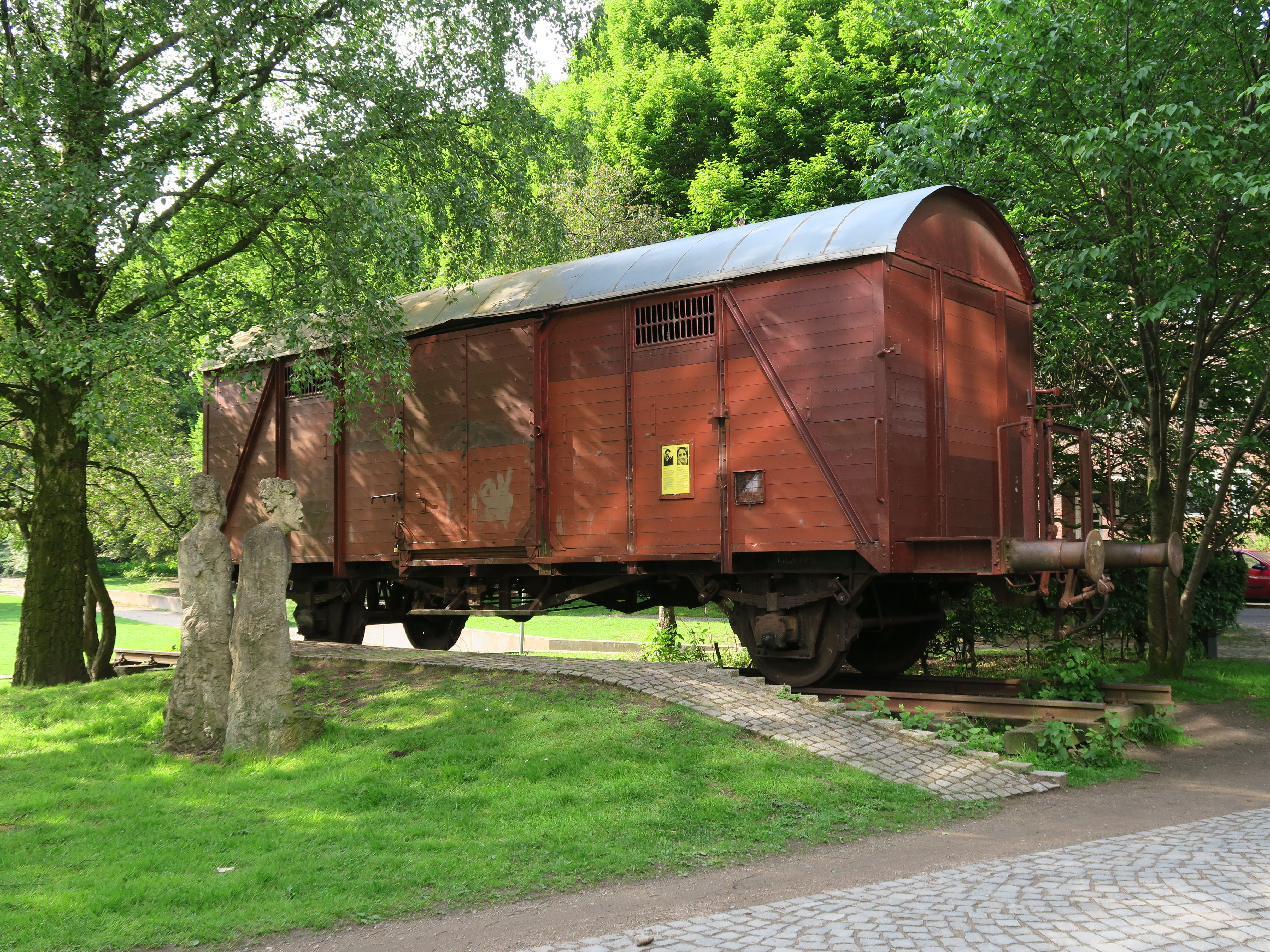
Denk-Mal Güterwagen vor dem Schulgebäude

Das Denk-Mal Güterwagen wurde 1996 vor der Stadtteilschule Winterhude in Hamburg-Winterhude aufgestellt. Es zeigt eine Figurengruppe der Künstler POM und Cristine Schell sowie einen gedeckten Güterwagen. Es soll an die Deportation zweier Lehrerinnen erinnern, die an der Hamburger Schule Meerweinstraße unterrichtet haben – stellvertretend für die Opfer des Nationalsozialismus.

## Denkmal
Die Installation ist durch die Initiative einer Schüler-Projektgruppe entstanden, die ab 1982 die Vergangenheit ihrer Schule erforschten. Aus Akten erfuhren sie von der Entlassung der beiden Lehrerinnen 1933 und erforschten die Geschichte ihrer Verfolgung und Ermordung. Die Hamburger Hochbahn baute kostenlos den Gleiskörper, der Güterwagen wurde mit einem Kranwagen der Feuerwehr aufgesetzt. Das Denkmal wurde 1996 aufgestellt.
Die gedeckten Güterwagen der Regelbauart waren von der Deutschen Reichsbahn für den Vieh- und Stückguttransport bestimmt und werden deshalb manchmal als „Viehwaggon“ bezeichnet. Sie waren das meist verwendete Güterwagenmodel, das überwiegend im Osten für „Judentransporte“ eingesetzt und damit zum „zentralen Symbol für die Deportationen des Nationalsozialismus.“ Bei dem ausgestellten Waggon handelt es sich jedoch um einen in der Tschechoslowakei ab 1948 für die Deutsche Bundesbahn gebauten Waggon des Typs Gms39. Bei der Deportation deutscher Juden wurden hingegen meist alte Personenwagen „Dritter Klasse“ verwendet. Erhalten ist der Bericht des Paul Salitter, der Ende 1941 das Begleitkommando eines solchen Deportationszuges leitete.

## Die Lehrerinnen

### Hertha Feiner-Aßmus

Hertha Feiner-Aßmus; Schülerzeichnung

(* 8. Mai 1896 Hamburg; † März 1943 während des Transports nach Auschwitz)
Sie studierte Pädagogik und arbeitete bis 1933 als Lehrerin an der Schule Meerweinstraße.
1933 wurde sie aus dem Schuldienst entlassen und von ihrem Mann geschieden. Sie arbeitete nun als Hilfslehrerin an einer jüdischen Schule. 1935 zog sie nach Berlin, ihre Kinder schickte sie vier Jahre später, durch Vermittlung ihres geschiedenen Mannes, in die Schweiz auf das zu der Zeit von Harald Baruschke geleitete Internat Les Rayons am Genfersee. Ihre Versuche, die Kinder wieder nach Deutschland zurückzuholen, scheiterten.
Hertha Feiner arbeitete in Berlin an verschiedenen jüdischen Schulen. 1941 erfolgte der Zwangseinsatz bei der Jüdischen Gemeinde. Sie musste dort bei den administrativen Vorbereitungen der Deportationen mitarbeiten. Am 12. März 1943 wurde sie nach Auschwitz deportiert. Auf dem Weg dorthin nahm sie sich das Leben.
1992 wurde der Hertha-Feiner-Aßmus-Stieg in Winterhude nach ihr benannt.

### Julia Cohn

Julia Cohn; Schülerzeichnung

(* 14. Oktober 1888 Hamburg; am 6. Dezember 1941 deportiert nach Riga, † zwischen Dezember 1941 und 1944 im KZ Riga-Kaiserwald)
Sie war Lehrerin an der Schule Humboldtstraße (Barmbek) und an der Schule für Sprach- und Handelskurse für Auswanderer in der Beneckestraße.
Zum 1. April 1930 wechselte sie an die neu erbaute Schule Meerweinstraße. Am 29. Juli 1933 wurde sie aufgrund des „Gesetzes zur Wiederherstellung des Berufsbeamtentums“, wonach „Nichtarier“ keine Beamten sein durften, aus dem Schuldienst entlassen. Erst nach langen Bemühungen und unter dem Hinweis auf die Kriegsteilnahme ihres Mannes im Ersten Weltkrieg erhielt sie ab Oktober 1933 Versorgungsbezüge. Ihr Mann, Jacob Cohn, der 1927 sein Zigarrenimportgeschäft aufgegeben hatte, arbeitete als Buchhalter. Das Ehepaar Cohn hatte einen Sohn (Paul Cohn) und wohnte in der Klosterallee (Harvestehude), um dem Sohn den Besuch der Schule am Grindel zu ermöglichen.
Am 9. November 1938 wurde Jacob Cohn ins KZ Sachsenhausen oder Dachau gebracht. Nach vier Monaten intensiver Bemühungen seitens der Familie und aufgrund des Fronteinsatzes während des Ersten Weltkrieges wurde Jacob Cohn aus dem KZ mit dem Hinweis entlassen, so schnell wie möglich auszuwandern. Die Familie Cohn bemühte sich um eine Auswanderungsmöglichkeit. Aber sie hatte keine ausländischen Beziehungen, und eine Einreiseerlaubnis gab es nur gegen Garantie eines Bürgen. Am 30. Mai 1939 erhielt die Familie dennoch die Ausreisegenehmigung.
Das Kind Paul reiste am 21. Mai 1939 mit einem Kindertransport nach England. Für sich selbst wussten die Eheleute die Ausreise nicht zu finanzieren. Als kurze Zeit später der Zweite Weltkrieg ausbrach, war es für Juden kaum mehr möglich, Deutschland zu verlassen. Anfang Dezember 1941 erging an das Ehepaar Cohn die Aufforderung, sich am 6. Dezember auf der Moorweide einzufinden, um von dort nach Osten abtransportiert zu werden.
Herr Cohn glaubte an einen Arbeitseinsatz, weil die Nazis das Ehepaar Cohn aufgefordert hatten, einen Spaten mitzunehmen.
1985 wurde der Julia-Cohn-Weg in Alsterdorf nach ihr benannt.